# Championnats du monde de slalom (canoë-kayak) 1985
Navigation
Championnats du monde de slalom 1983 Championnats du monde de slalom 1987
Les 19e Championnats du monde de slalom en canoë-kayak  se sont déroulés en 1985 à Augsbourg en Allemagne de l'Ouest sous l'égide de la Fédération internationale de canoë, pour la deuxième fois, l'ayant déjà accueilli en 1957.
Ces championnats ont également été marqués par l'utilisation pour la première fois d'un parcours de slalom en eau vive artificielle sur l'Eiskanal et par les premiers championnats du monde à se tenir sur un site olympique.

L'Eiskanal a déjà accueilli une épreuve de slalom en canoë lors des événements des Jeux olympiques d'été de 1972 qui s'est tenu à Munich, une ville voisine.

## Podiums

### Hommes

#### Canoë
| Épreuve        | Or | Points | Argent                                                                                             | Points | Bronze                                                                                        | Points |
| C-1            | David Hearn (USA)                                                                                         | 223.21 | Jon Lugbill (USA)                                                                                  | 235.91 | Martyn Hedges (GBR)                                                                           | 240.30 |
| C-1 par équipe | États-Unis David Hearn Jon Lugbill Kent Ford                                                              | 280.99 | Allemagne de l'Ouest Gerald Moos Andreas Kübler Ulrich Weber                                       | 308.71 | Pologne Edward Florian Piotr Sarata Adam Pietrasik                                            | 340.07 |
| C-2            | Allemagne de l'Ouest Thomas Klein-Impelmann Stephan Küppers                                               | 267.15 | France Pierre Calori Jacques Calori                                                                | 272.51 | Allemagne de l'Ouest Günther Wolkenaer Fredi Zimmermann                                       | 273.63 |
| C-2 par équipe | Tchécoslovaquie Jiří Rohan & Miroslav Šimek Miroslav Hajdučík & Milan Kučera Viktor Beneš & Ondřej Mohout | 329.11 | France Pierre Calori & Jacques Calori Emmanuel del Rey & Thierry Saïdi Michel Saidi & Jérôme Daval | 380.55 | États-Unis Charles Harris & John Harris Lecky Haller & Fritz Haller Paul Grabow & Mike Garvis | 384.03 |

#### Kayak
| Épreuve        | Or                                                            | Points | Argent                                                   | Points | Bronze                                                | Points |
| K-1            | Richard Fox (GBR)                                             | 210.56 | Peter Micheler (FRG)                                     | 220.60 | Luboš Hilgert (TCH)                                   | 221.07 |
| K-1 par équipe | Allemagne de l'Ouest Peter Micheler Toni Prijon Jürgen Kübler | 248.62 | France Christophe Prigent Pascal Marinot Manuel Brissaud | 258.22 | Yougoslavie Marjan Štrukelj Janez Skok Jernej Abramič | 264.75 |

### Femmes

#### Kayak
| Épreuve        | Or                                                           | Points | Argent                                                            | Points | Bronze                                                    | Points |
| K-1            | Nagrit Messelhäuser (FRG)                                    | 258.69 | Marie-Françoise Grange (FRA)                                      | 261.18 | Gail Allen (GBR)                                          | 264.25 |
| K-1 par équipe | France Sylvie Arnaud Marie-Françoise Grange Myriam Jerusalmi | 382.24 | Allemagne de l'Ouest Gabi Schmid Margit Messelhäuser Ulla Steinle | 392.41 | Grande-Bretagne Elizabeth Sharman Gail Allan Karen Davies | 457.66 |

## Tableau des médailles
| Rang  | Nation               | Or | Argent | Bronze | Total |
| ----- | -------------------- | -- | ------ | ------ | ----- |
| 1     | Allemagne de l'Ouest | 3  | 3      | 1      | 7     |
| 2     | États-Unis           | 2  | 1      | 1      | 4     |
| 3     | France               | 1  | 4      | 0      | 5     |
| 4     | Royaume-Uni          | 1  | 0      | 3      | 4     |
| 5     | Tchécoslovaquie      | 1  | 0      | 1      | 2     |
| 6     | Pologne              | 0  | 0      | 1      | 1     |
| 7     | Yougoslavie          | 0  | 0      | 1      | 1     |
| Total | Total                | 8  | 8      | 8      | 24    |